# غرغره (پزشکی)

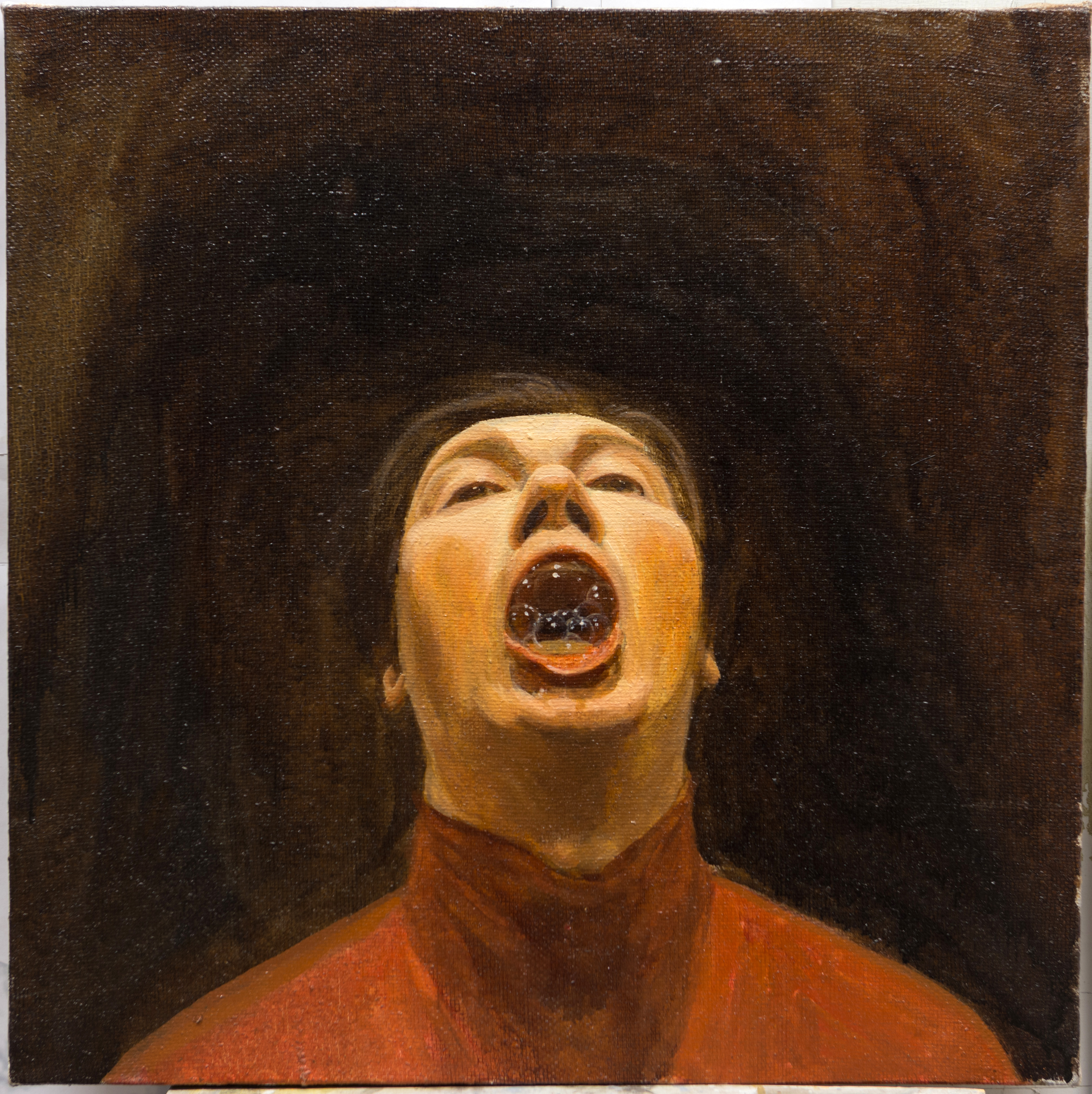
غرغره اثر پاول اوتدلنوف

غِرغِره کردن به معنای آن است که یک فرد آب یا مایعات دیگر را بدون بلعیدن در دهان و حلق خود به گردش در آورد به نحوی که باعث ایجاد حباب گردد. معمولاً فرد برای غرغره کردن باید از ناحیه گردن یا کمر به سوی عقب خم شود تا دهان خود را رو به بالا بگیرد. سپس فرد با خالی کردن هوای محبوس شده در ریه‌ها، باعث ایجاد حباب و گردش مایعی که در دهان دارد می‌گردد.
غرغره کردن مایعات معمولاً با هدف پیشگیری یا درمان بیماری‌ها انجام می‌شود. به عنوان نمونه غرغره محلول ولرم آب و نمک، برای درمان بیماری سرماخوردگی، و غرغره برخی مواد ضد عفونی کننده برای درمان آفت دهان یا بیماری‌های لثه کاربرد دارد.
غرغره کردن در انظار عمومی یا در حین غذا خوردن، در بسیاری فرهنگ‌ها رفتاری بی‌ادبانه تلقی می‌شود. معمولاً غرغره کردن در دستشویی انجام می‌شود تا مایع پس از غرغره کردن به درستی دفع شود.
واژه غرغره  که گاهی به غلط به صورت قرقره نیز نوشته می‌شود به معنای ابتدای گلو از سمت دهان است.